# إلاريا ألبي
إلاريا ألبي (بالإيطالية: Ilaria Alpi)‏ (24 مايو، 1961 بروما - 30 مارس 1994 بـمقديشو، الصومال) هي صحافية إيطالية، لقيت مصرعها بـالصومال مع رجل الكاميرا المرافق لها ميران هروفاتين. عام 2009 على يد فرانسيسكو فونتي، أحد أعضاء جماعة ندرانجيتا، ويُعتقد أن قتل إلاريا والمصور كان سببه رؤيتهم شحنة مخلفات سامة وصلت بوصاصو في الصومال، والتي كانت تحت سيطرة جماعة ندرانجيتا.
في الوقت التي قُتلت فيه، كانت إلاريا تتابع قضية سلاح ومخلفات سامة غير شرعية حيث آمنت إلاريا أن الجيش الإيطالي متورط بتلك القضية بالإضافة إلي تورط مؤسسات أخرى. وُلدت ألبي في روما وعملت لصالح راديو تليفزيون إيطاليا RAI.
عام 2002، طُرح فيلم يحكي قصة إلاريا ألبي بعنوان اليوم القاسي، إخراج فيرديناندو فينسينتيني أورجاني. حيث قامت بدور إلاريا الممثلة جيوفانا ميزوجيورنو.

## السيرة الذاتية
بعدما تخرجت إلاريا من مدرسة تيتوس لوكريثيو كارو الثانوية. بعدما أنهت دراستها لللغات والثقافة الإسلامية بقسم الدراسات الشرقية بـجامعة روما سابينزا تخصصت في الأدب.
تمكنت من أن تفوز بمنصب أول صحافية تكتب من القاهرة بفضل معرفتها لللغات العربية والإنجليزية والفرنسية لجريدة بيزا سييرا ‏ وليونايتيه. بعد ذلك، ثم حصلت كصحافية ماهرة علي منحة للعمل في راديو تليفزيون الإيطالي RAI. دُفنت إلاريا بالمقبرة الفليمونية بروما.

## وفاتها
يوم 20 مارس 1994. لقت إلاريا وميران مصرعهما نتيجة لهجوم مفاجئ علي سيارتهم الجيب بمقديشو أثناء مراسلتهم لصالح RAI بعدما عادوا من بوصاصو في الصومال.
قد حُكم علي المواطن الصومالي عمر حسن بالسجن لمدة 26 عامًا نتيجة لارتكابه جريمة القتل.
يوم 20 مارس 2014، وبعد مرور 20 سنة علي مقتلهما، قامت الحكومة الإيطالية برفع السرية عن الملفات المتعلقة بموتهما.

## في ذكرى إلاريا ألبي
منذ عام 1995، تُمنح جائزة باسم إلاريا ألبي لأفضل تحقيقات تابعة للتليفزيون الإيطالي في قضايا السلام والتضامن.
عام 1997، أهدي فريق ذا جانج الغنائي أغنية من قتل إلاريا آلبي لروحها، وفي عام 2010 كتب لها ذا بووه أغنية المراسلة وأهداها لها ولزميلتها أوريانا فلاتشي.
عام 2007 كتبت وأدت مارينا سينيسي، الممثلة وصوت الراديو بالتعاون مع الصحافية سابرينا جيانيني مونولوجا يحيى قصة إلاريا وميران.
في عام 2011، في دعوة Don Luigu ciotti, العمل قُدم علي المسرح في اليوم السادس عشر لذكرى ضحايا المافيا.
مايو 2008، ذكر الكاتب دانيال بياتشيسي قصة إلاريا بكتابه شغف مراسلة.
سُميت المدرسة الثانوية روتيجليانو علي اسمها.
أُطلق اسم إلاريا وميران علي العديد من الشوارع، والحدائق، والمدارس، والمكتبات والكثير من الأماكن العامة الأخرى.

## جوائز وأوسمة
•1994، فاتحة المجتمع، ريكوني.
•1994، جائزة وطنية للاحترافية، سيرون، فيوجي.
•1995، تعاون الصحافيين، طوران.
•1994، جائزة الأقلام النظيفة، سارتيانو، سيانا.
•2005، جائزة أنطونيو روسو، فرانكاليفا آل مار، شياتي.
•2003، جائزة، ماريو دي مورتس، ألخيرو.
•1995، جائزة الكتاب، المعرض الدولي، ميسيني.
•1994، جائزة، الشيا الوطنية للتسجيل الفوتوغرافي والتليفزيون، شيا، كاجلياري.
•1994، جائزة، بروفيسور ج. موسكاتي، كزانوفا، كاسيرتا.
•1995، جائزة، الصحافي المحترف: صورة الصحافي بفيلم.
•1995، جائزة الصحفي روبرتو خنيتي، سان منياتوا، بيزا.
•1994 جائزة الصحافة، كارلو كسالجنو، روما.
•2004، جائزة الصحافة، أندريا برباتو، مانتوا.
•جائزة الصحافة، روما في روما، كامبيدجليو.
•1995، جائزة أنطونيو بوتيتا، ميسينا.
•جنسية شرفية، وميدالية فضية، سيستوا جان جيفانيو، ميلان.

## روابط خارجية
- Ilaria Alpi on IMDb